# Dvoranski hokej
Dvoranski hokej momčadski je loptački šport. Igraju ga dva sastava, jedan protiv drugoga. Svaki sastav ima po 6 igrača, 5 u polju i jednog vratara.
Dvoranski hokej je dvoranska inačica hokeja na travi. Igra se na manjem prostoru i između manje igrača nego hokej na travi, a bočne linije zamjenjuju čvrste barijere od kojih se lopta odbija i ostaje u igri.
Postoji ga zaseban sport, a uz to tradicionalno ga igraju i hokejaši na travi kao trening izvan sezone ili kada su uvjeti neprikladni za igru na otvorenom. Dvoranski hokej igra se u redovitim državnim i međunarodnim prvenstvima. Prvo Svjetsko prvenstvo u dvoranskom hokeju organizirano je 2003. godine, a Svjetsko prvenstvo 2025. održava se u Poreču u Hrvatskoj.